# PTMA
PTMA (англ. Prothymosin, alpha) – білок, який кодується однойменним геном, розташованим у людей на короткому плечі 2-ї хромосоми.  Довжина поліпептидного ланцюга білка становить 111 амінокислот, а молекулярна маса — 12 203.
| 10         |  | 20         |  | 30         |  | 40         |  | 50         |
| ---------- |  | ---------- |  | ---------- |  | ---------- |  | ---------- |
| MSDAAVDTSS |  | EITTKDLKEK |  | KEVVEEAENG |  | RDAPANGNAE |  | NEENGEQEAD |
| NEVDEEEEEG |  | GEEEEEEEEG |  | DGEEEDGDED |  | EEAESATGKR |  | AAEDDEDDDV |
| DTKKQKTDED |  | D          |  |            |  |            |  |            |

A: Аланін

D: Аспарагінова кислота

E: Глутамінова кислота

G: Гліцин

I: Ізолейцин

K: Лізин

L: Лейцин

M: Метіонін

N: Аспарагін

P: Пролін

Q: Глутамін

R: Аргінін

S: Серин

T: Треонін

Кодований геном білок за функцією належить до фосфопротеїнів. 
Задіяний у таких біологічних процесах як ацетиляція, альтернативний сплайсинг. 
Локалізований у ядрі.